# Haldenwanger Kopf
Der Haldenwanger Kopf ist ein 2002 m ü. NHN hoher Nebengipfel des Geißhorns in den Allgäuer Alpen auf der deutsch-österreichischen Grenze.

## Geographische Lage
Der Haldenwanger Kopf liegt auf der Grenze zwischen Bayern (Deutschland) und Vorarlberg (Österreich). Er erhebt sich südwestlich von Oberstdorf, südöstlich des Kleinen Walsertals, nördlich von Warth und nordöstlich des Hochtannbergpasses. Nördlich liegt ein weiterer 2023 m ü. A. hoher Nebengipfel des Geißhorns, weiter nordöstlich das Geißhorn 2366 m ü. NHN. Die südliche Nachbarkuppe ist das Haldenwanger Eck (1930,6 m ü. NHN). Nach Osten fällt die Landschaft direkt in das obere Stillachtal mit dem kleinen Haldenwanger Bach ab, dessen Wasser nordostwärts verläuft und über den Rappenalpenbach in die Stillach mündet, und nach Süden fällt sie über das Haldenwanger Eck in das Tal des Krumbachs ab, der südostwärts in den Lech fließt.

## Schutzgebiete
Nordöstlich des Haldenwanger Kopfs liegen in Deutschland drei gleichnamige Schutzgebiete: das 1992 gegründete und 207,95 km² große Naturschutzgebiet Allgäuer Hochalpen (NSG-Nr. 64661), das 212,27 km² große Fauna-Flora-Habitat-Gebiet Allgäuer Hochalpen (FFH-Nr. 8528-301) und das 207,99 km² große Vogelschutzgebiet Allgäuer Hochalpen (VSG-Nr. 8528-401).